# Orunmila
| Farben       | Grün-Gelb        |
| Zahlen       | 16               |
| Heiligentag  | 4. Oktober       |
| Synkretismus | Franz von Assisi |

Orunmila (Òrúnmìlà, Orula, Orunla) ist in der Religion der Yoruba der Patron des Ifá-Orakels und der Orisha der Weisheit. Er ist Zeuge der Schöpfung, kennt die Bestimmung alles Seienden und strebt nach der Harmonie und dem Gleichgewicht der Weltordnung. Im katholischen Synkretismus entspricht er Franz von Assisi. Sein Ehrentag ist der 4. Oktober.